# Horacio Nava

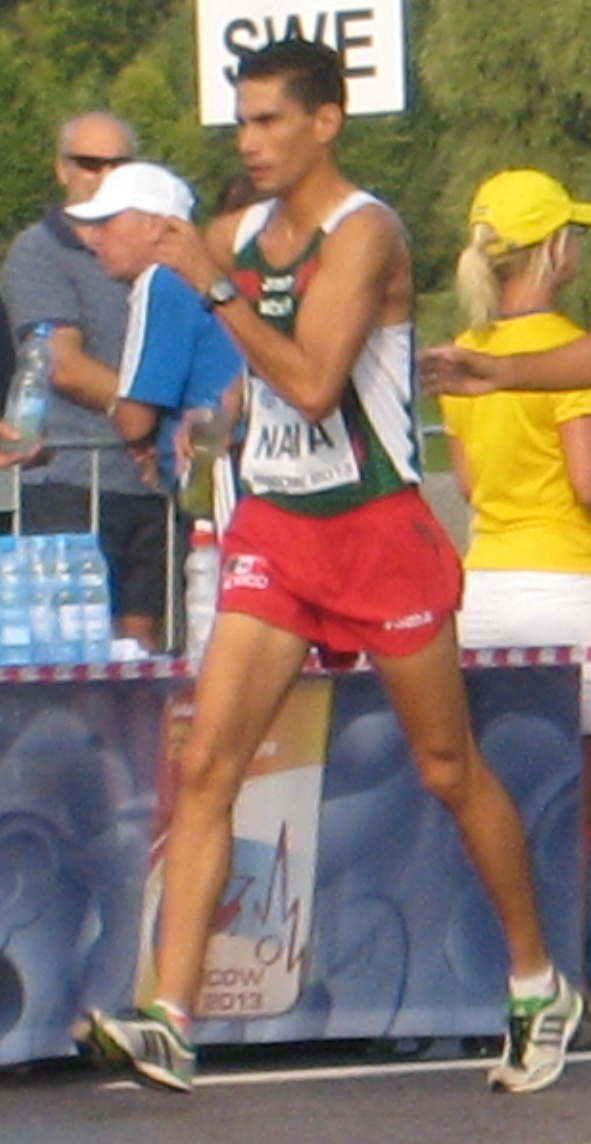
Horacio Nava

Horacio Nava (Horacio Nava Reza; * 20. Januar 1982 in Chihuahua) ist ein mexikanischer Geher.
Im 50-km-Gehen wurde er bei den Weltmeisterschaften 2005 in Helsinki und 2007 in Osaka jeweils Neunter und gewann Silber bei den Panamerikanischen Spielen 2007 in Rio de Janeiro. Einem sechsten Platz bei den Olympischen Spielen 2008 in Peking folgte Rang 19 bei den Weltmeisterschaften 2009 in Berlin. 2010 siegte er bei den Zentralamerika- und Karibikspielen in Mayagüez.
2011 kam er bei den Weltmeisterschaften 2011 in Daegu im 20-km-Gehen auf den 20. Platz und siegte bei den Panamerikanischen Spielen in Guadalajara über 50 km.

## Persönliche Bestzeiten
- 20 km Gehen: 1:20:56 h, 22. Mai 2016, Naumburg (Saale)
- 50 km Gehen: 3:42:51 h, 7. Juni 2014, Tscheboksary